# مصنع أوسكار شندلر للمينا

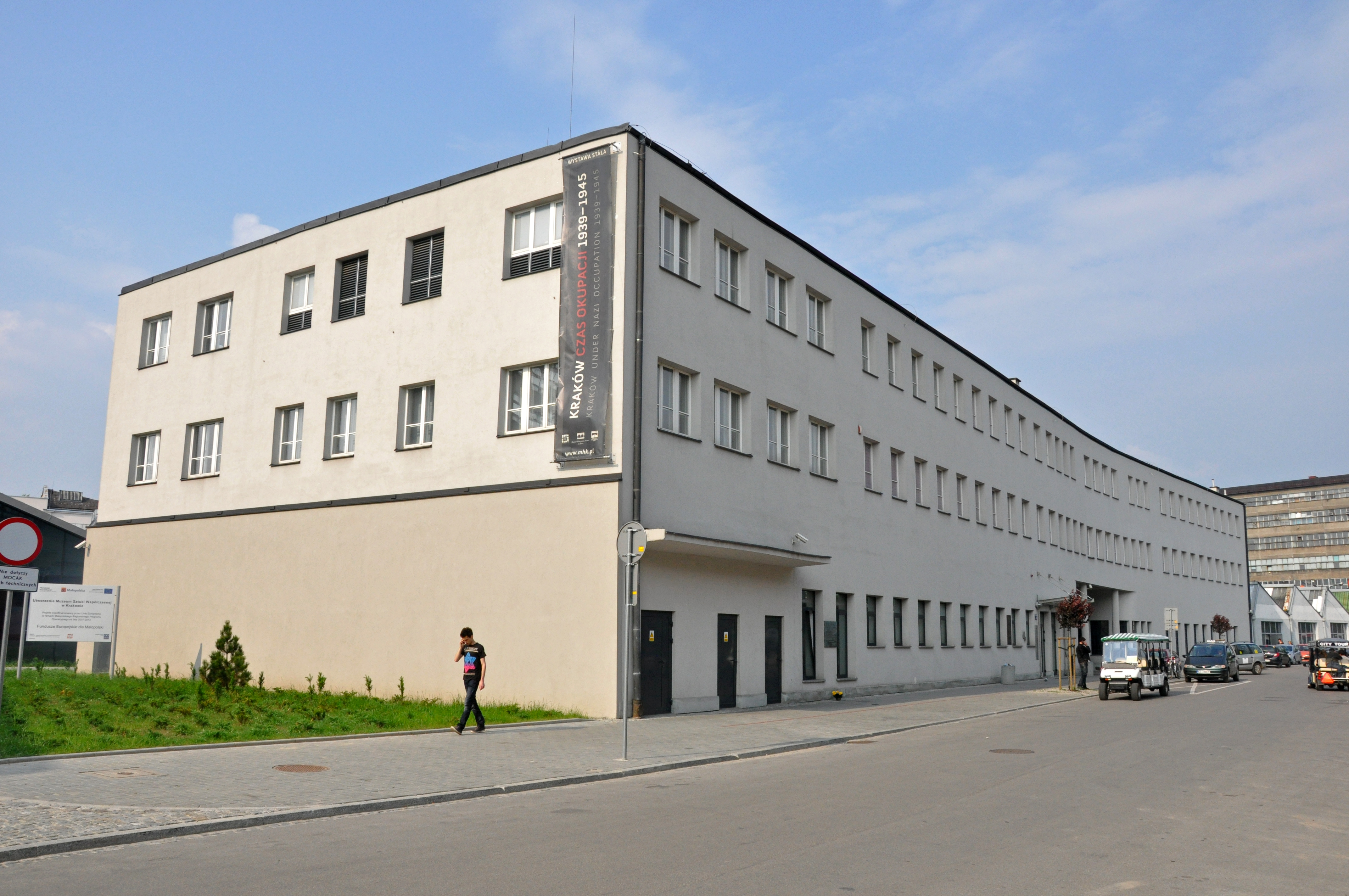
مصنع أوسكار شندلر للمينا

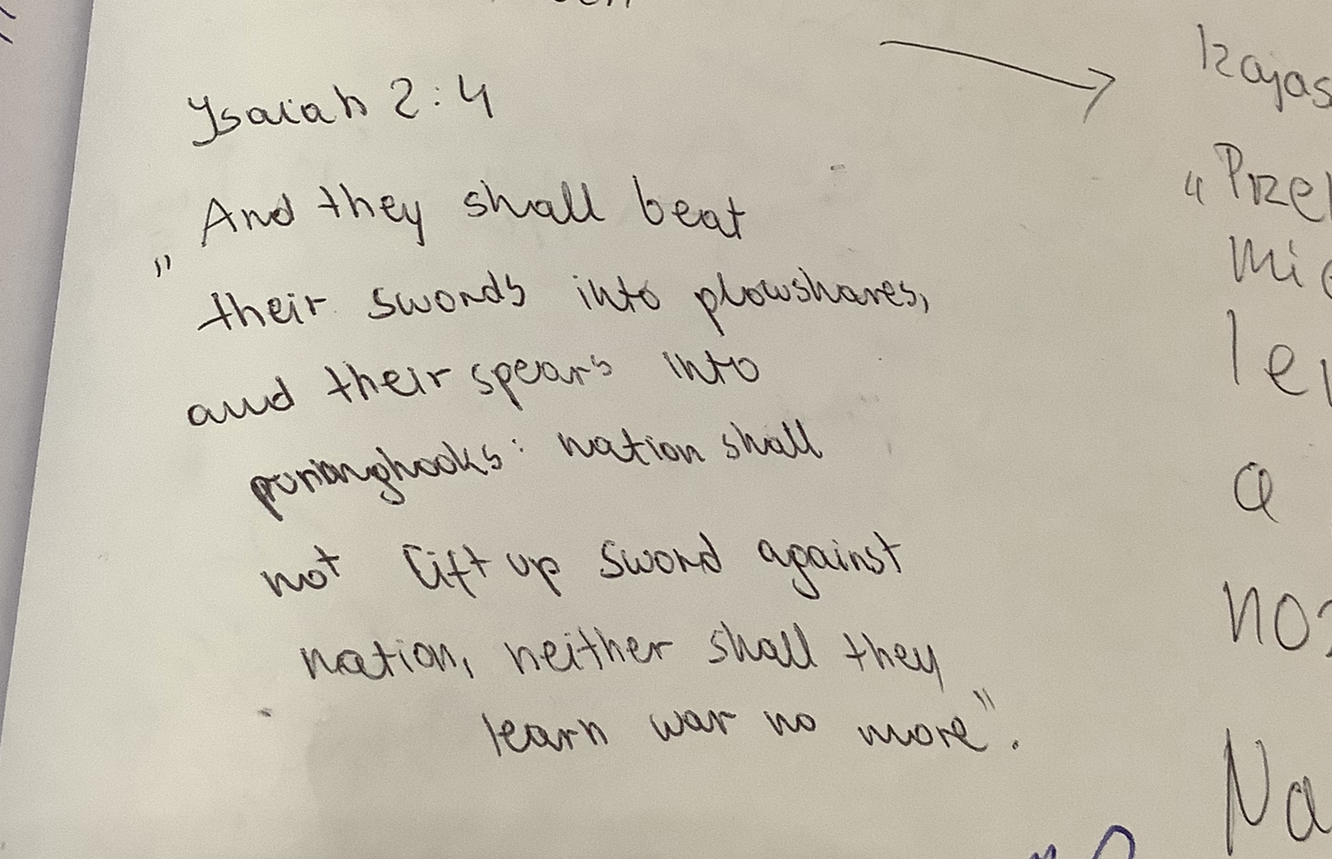
سجل الزوار

مصنع أوسكار شندلر للمينا هو مصنع سابق للمواد المعدنية في كراكوف. وهي تستضيف الآن متحفين: متحف الفن المعاصر في كراكوف، في ورش العمل السابقة، وفرع المتحف التاريخي لمدينة كراكوف، الواقع في المجاهدين. Lipowa 4 (4 شارع Lipowa) في منطقة Zabłocie، في المبنى الإداري لمصنع المينا السابق المعروف باسم Deutsche Emailwarenfabrik DEF لأوسكار شندلر، كما رأينا في فيلم قائمة شندلر. كان يعمل هنا قبل DEF، وهو أول مصنع مالوبولسكا لأدوات المينا والمنتجات المعدنية، وهي شركة ذات مسؤولية محدودة، تأسست في مارس 1937.
- Oskar Schindler's Enamel Factory – Branch of the Museum of Kraków
- أوسكار شيندلر

1. ↑  وصلة مرجع: https://www.krakow.pl/odwiedz_krakow/35902,artykul,krakowski_szlak_techniki.html. لغة العمل أو لغة الاسم: البولندية. الوصول: 18 مايو 2022.